# Young and Foolish
Young and Foolish est une chanson écrite par Albert Hague et dont les paroles sont d’Arnold B. Horwitt, publiée en 1954. La chanson a été utilisée dans la comédie musicale Plain and Fancy (1955-56). C'est un standard de jazz.

## Reprises
- Franck Amsallem
- Paul Anka
- Tony Bennett - pour l'album The Tony Bennett/Bill Evans Album (1975).
- Eve Boswell
- Sacha Distel
- Jay Clayton
- Bing Crosby enregistrement en 1955[1] pour l'émission radio The Bing Crosby Show et dans la compilation The Bing Crosby CBS Radio Recordings (1954-56) de Mosaic Records (catalog MD7-245) en 2009[2].
- Bill Evans - pour l'album Everybody Digs Bill Evans (1959)
- The Four Preps
- Lesley Gore
- Gogi Grant - pour l'album Torch Time (1959)[3].
- Bill Henderson
- Ronnie Hilton  - classé 17e dans les charts UK en 1956[4].
- Edmund Hockridge - classé 10e dans les charts UK en 1956[4].
- Richard "Groove" Holmes - pour l'album Night Glider (1973)
- Nancy Kelly
- The Lettermen
- Gloria Lynne
- Dean Martin- classé 20e dans les charts UK en 1956[5].
- Johnny Mathis - pour l'album Love Is Everything (1965)
- Chris McNulty
- Brad Mehldau
- Mark Murphy
- Jackie Paris
- Lucy Reed
- Irene Reid
- Tahna Running
- Jo Stafford - single sorti en 1955[6].
- Laura Welland
- Joe Williams
- Nancy Wilson - pour l'album From Broadway with Love (1966).